# Ентоні (Техас)
Ентоні (англ. Anthony) — місто (англ. town) в США, в окрузі Ель-Пасо штату Техас. Населення — 3671 особа (2020).

## Географія
Ентоні розташоване за координатами 31°59′1″ пн. ш. 106°35′46″ зх. д. / 31.98361° пн. ш. 106.59611° зх. д. (31.983697, -106.596021).  За даними Бюро перепису населення США в 2010 році місто мало площу 16,79 км², з яких 16,58 км² — суходіл та 0,22 км² — водойми.

## Демографія
Згідно з переписом 2010 року, у місті мешкало 5011 осіб у 945 домогосподарствах у складі 778 родин. Густота населення становила 298 осіб/км².  Було 1007 помешкань (60/км²).
Расовий склад населення:
| - 72,0 % — білих - 9,2 % — чорних або афроамериканців - 2,3 % — корінних американців - 0,9 % — азіатів - 0,2 % — вихідців з тихоокеанських островів - 12,4 % — осіб інших рас |

До двох чи більше рас належало 2,9 %. Частка іспаномовних становила 69,4 % від усіх жителів.
За віковим діапазоном населення розподілялося таким чином: 19,9 % — особи молодші 18 років, 73,3 % — особи у віці 18—64 років, 6,8 % — особи у віці 65 років та старші. Медіана віку мешканця становила 34,8 року. На 100 осіб жіночої статі у місті припадало 211,2 чоловіків;  на 100 жінок у віці від 18 років та старших — 263,8 чоловіків також старших 18 років.
Середній дохід на одне домашнє господарство  становив 43 567 доларів США (медіана — 33 341), а середній дохід на одну сім'ю — 45 353 долари (медіана — 35 132). Медіана доходів становила 27 548 доларів для чоловіків та 26 429 доларів для жінок. За межею бідності перебувало 26,6 % осіб, у тому числі 34,7 % дітей у віці до 18 років та 15,0 % осіб у віці 65 років та старших.
Цивільне працевлаштоване населення становило 1423 особи. Основні галузі зайнятості: роздрібна торгівля — 20,8 %, освіта, охорона здоров'я та соціальна допомога — 19,1 %, транспорт — 11,3 %, виробництво — 9,6 %.